# Heckler & Koch MP7
El MP7 es un subfusil alemán y una arma de defensa personal fabricada por Heckler & Koch (H&K) que utiliza un cartucho poco común: el 4,6 x 30. El diseño se basa en los requisitos de la OTAN en 1989 para un arma lo bastante portátil como una pistola, a la vez que tenga la suficiente potencia para penetrar chalecos antibalas. Su competencia directa es el P90, fabricado por la compañía belga FN Herstal.
La composición del arma es en su mayoría hecha de polímeros, su velocidad de fuego es mayor que la de los fusiles de asalto. La capacidad de su cargador varía de 20 a 40 balas. Además, el arma tiene rieles Picatinny para montar visores, así como punteros láser, linternas y se le puede instalar un silenciador.
La proliferación de chalecos antibalas de gran calidad ha provocado que las armas que disparan munición de pistola (tales como el MP5 inicial o la USP, ambas de HK) dejen de ser efectivas. En respuesta a esto HK diseñó el MP7, capaz de traspasar blindajes, y lo suficientemente pequeño para ser usado en lugar de una pistola o un subfusil.

## Variantes
- PDW: El primer prototipo se mostró en 1999 y fue designado como el 'PDW' (Arma de Defensa Personal). Tenía un riel corto Picatinny en la parte superior y una superficie de agarre de pistola lisa.
- MP7: En 2001 fue designado como el 'MP7' y entró en producción. Los cambios incluyen un riel Picatinny de longitud completa, una culata curva y gruesa y una superficie antideslizante en la empuñadura de la pistola, como el HK USP. También presenta una mira plegable de hierro montada en el riel Picatinny y el botón para doblar la empuñadura frontal se hizo más grande para facilitar la operación.
- MP7A1: en 2003, su designación se cambió a 'MP7A1' y presentaba una empuñadura de pistola rediseñada con una superficie diferente y una forma curva, una culata más pequeña con una culata recta, rieles picatinny montados de lado como estándar y las miras plegables de hierro se hicieron más compactas . El arma se hizo un poco más larga, pero debido a que el stock se acortó, la longitud total no cambió. El stock también se puede bloquear en 3 posiciones. Los modelos MP7A1 recientes tienen un gatillo de seguridad similar a una pistola Glock; la sección central del gatillo debe ser jalada primero antes de que la parte externa se mueva.[1] Esto ayuda a detener descargas accidentales si se golpea el gatillo.

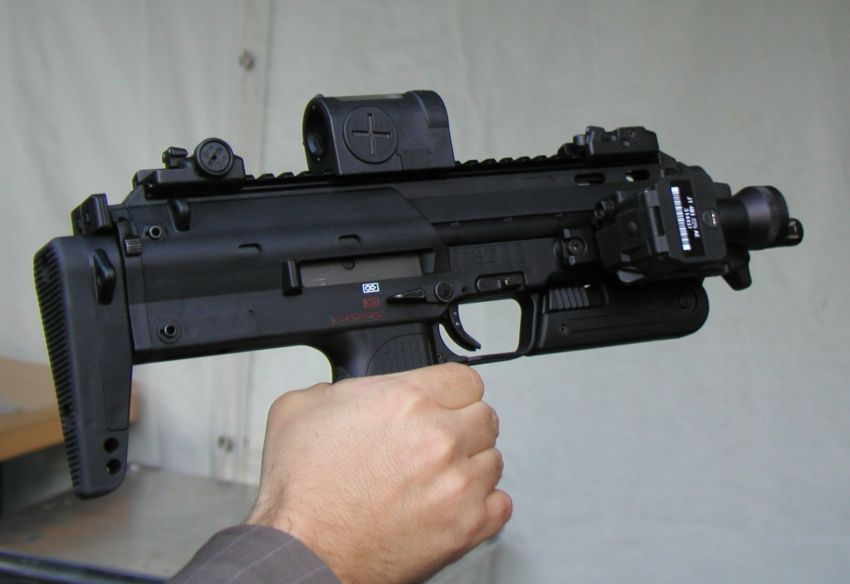
Un MP7A1 de producción reciente (nótese el seguro del Disparador) del Bundeswehr, con una mira de punto rojo Zeiss Z-Point y puntero láser.

Cada modelo revisado del arma es ligeramente más pesado, probablemente por la instalación de rieles Picatinny y accesorios. El cajón de mecanismos alargado del MP7A1 también pudo haber agregado una pequeña cantidad de peso.

## Usuarios

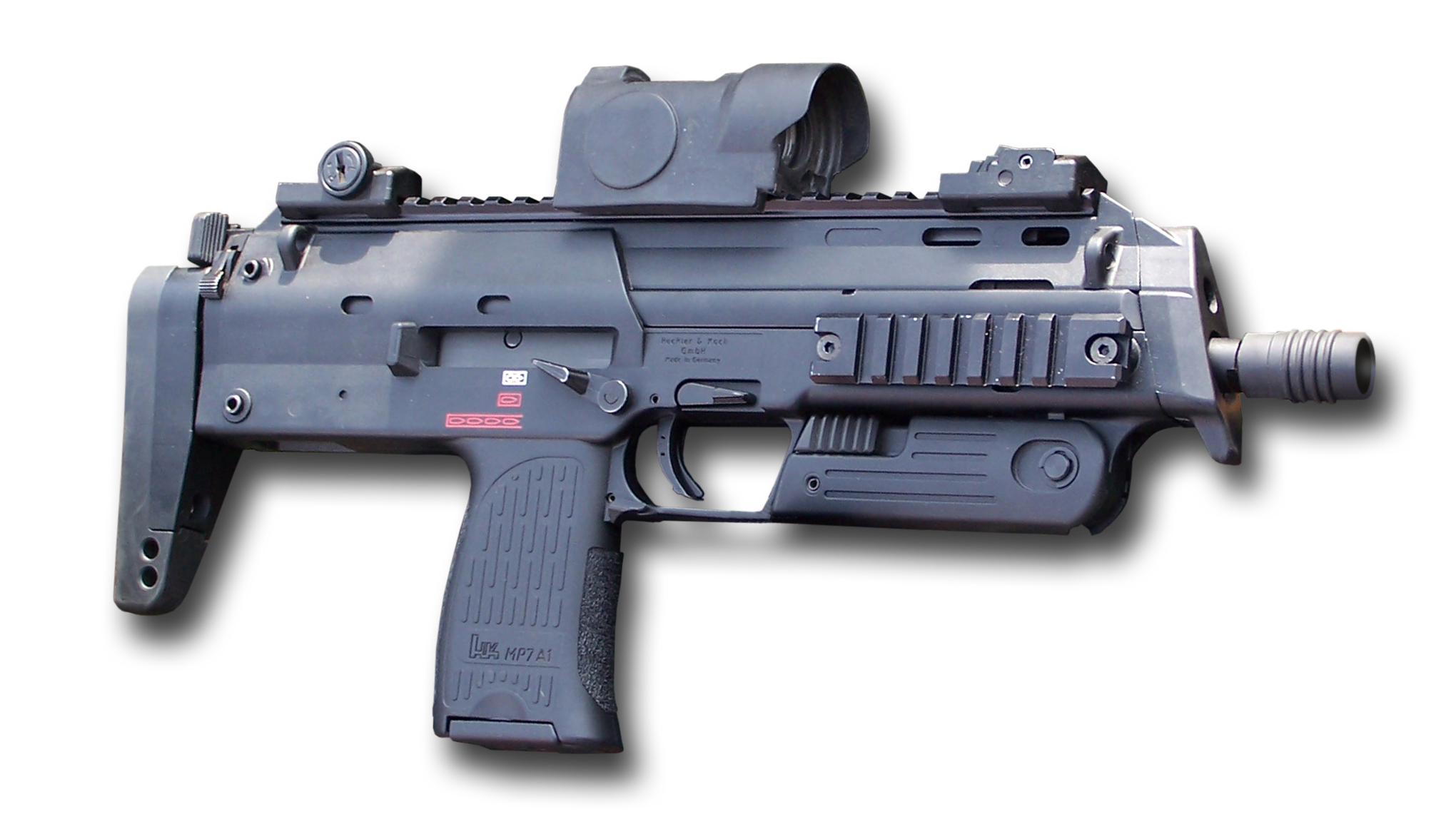
MP7A1 con mira Zeiss RSA de punto rojo.

- Alemania - El Bundeswehr ha empezado a comprar grandes cantidades del MP7, después de haber sido ampliamente utilizado por la unidad especial Kommando Spezialkräfte. Los soldados alemanes ahora están empleando el MP7 en sus patrullas por Kabul.[3] El MP7 también forma parte del proyecto alemán IdZ (Infanterist der Zukunft; Infanterista del Futuro, en alemán). También es empleado por la unidad especial GSG 9 de la Policía Federal Alemana.
- Argentina - es utilizada por la GEOF de la Policía Federal Argentina.
- Austria - Empleado por la unidad antiterrorista EKO Cobra.[4]

- Noruega - El MP7 reemplazará al HK MP5 dentro de las Fuerzas Armadas noruegas. El acuerdo por 6500 subfusiles MP7, que incluye la compra de 8200 HK416, fue firmado el 31 de mayo de 2007, con la entrega prevista para la primera mitad de 2008.[5]

- España - de dotación en el Mando de Operaciones Especiales, Guardia Civil, Policía Nacional, Ejército del Aire, Armada Española, Ejército de Tierra.

- Venezuela - Presente en muchas de sus Fuerzas Especiales